# Deporte en América del Norte

América del Norte.

América del Norte ha sido cuna de varios deportes organizados, como el baloncesto, la charrería, el fútbol americano, el hockey sobre hielo o el pádel. El deporte más popular en esta región del continente americano es el fútbol (o soccer).
El artículo está centrado en la definición hispana del término «América del Norte», excluyendo así a los países de Centroamérica y el Caribe.

## Por deporte

### Artes marciales mixtas
En las artes marciales mixtas (MMA), el país norteamericano con mayor éxito es Estados Unidos, una de las principales potencias de este deporte, siendo además sede de importantes promociones como Ultimate Fighting Championship (UFC), Professional Fighters League (PFL) y en su momento, Bellator MMA. México se ha destacado como una potencia emergente de MMA, y el país es sede de la LUX Fight League, principal promotora. Por su parte, Canadá también ha emergido como una potencia emergente, incluso hubo un periodo en que fue el país extranjero que más peleadores había exportado a UFC, muchos desde la ya extinta Maximum Fighting Championship.
En las tres naciones, ha habido procesos lentos sobre la legalización del MMA en casi la totalidad de estados/provincias.

### Básquetbol
Al canadiense Dr. James Naismith se le atribuye la creación del juego de baloncesto en 1891. Se extendió rápidamente por toda la región, y Naismith jugó un papel decisivo en el establecimiento del baloncesto universitario.
La National Basketball Association (NBA), con equipos en los EE. UU. y uno en Canadá, es considerada ampliamente como el nivel más alto de baloncesto profesional en el mundo, y los jugadores de la NBA son los atletas mejor pagados del mundo por salario anual promedio por jugador. La Liga Nacional de Baloncesto Profesional.

### Béisbol
El béisbol evolucionó a partir de juegos más antiguos con bate y pelota que ya se practicaban en Inglaterra a mediados del siglo XVIII. Este juego fue traído por inmigrantes a América del Norte, donde se desarrolló la versión moderna. Desde entonces, se ha erigido como el deporte nacional en los EE. UU. y uno de los más populares en otros países.
En los EE. UU. y Canadá, la Major League Baseball (MLB) es el nivel profesional más alto del béisbol, mientras que la Minor League Baseball (MiLB) comprende varios niveles y múltiples ligas componentes por debajo de la MLB. La MiLB también tiene equipos y ligas componentes en México, con la Liga Mexicana de Béisbol.

### Boxeo
Si bien el boxeo es un deporte global, los países norteamericanos tienen una sólida y larga historia de dominio, siendo México y Estados Unidos quienes más campeones mundiales han aportado.
Dos de los cuatro principales organismos reguladores mundiales del boxeo tienen su sede en América del Norte: la Federación Internacional de Boxeo (Nueva Jersey), y el Consejo Mundial de Boxeo (Ciudad de México).

### Fútbol americano
El fútbol americano, creado en la década de 1860, es de los pocos deportes en tener una vasta popularidad en todo Canadá, Estados Unidos y México. La National Football League (NFL) y en menor medida, la Liga de Fútbol Americano Profesional son las dos ligas más importantes.
En México, el deporte puede ser a veces nombrado como «americano» para diferenciarlo del fútbol balompié.

### Fútbol
El fútbol es el deporte más popular en la mayor parte de América del Norte. Sin calificar, generalmente se entiende que el fútbol se refiere a cualquier forma de fútbol que sea la más popular en el contexto regional en el que aparece la palabra. Por ejemplo, «fútbol» sin calificar se refiere principalmente al fútbol americano (en los EE. UU.), al fútbol canadiense (en Canadá) y al fútbol de asociación o balompié (en México, Centroamérica y el Caribe). La palabra soccer se usa para referirse al fútbol de asociación por muchas personas de la América Anglosajona. La Liga MX Varonil y la Liga MX Femenil conforman las ligas de fútbol más fuertes de América del Norte.
La Concacaf es el organismo rector continental del fútbol asociación en este subcontinente y organiza dos torneos visibles: la Copa Oro y la Liga de Campeones. De América del Norte, México es el país de más exitoso tanto a nivel de clubes como de selecciones, con 13 títulos en la Copa Oro y 40 títulos repartidos entre 14 clubes en la Liga de Campeones. Sus clubes también han logrado los mejores resultados fuera de Concacaf: Pachuca ganó la Copa Sudamericana, mientras que Cruz Azul, Guadalajara y Tigres UANL llegaron a la final de la Copa Libertadores; este último club también fue el primero del país y de América del Norte en jugar una final del Mundial de Clubes.
En la Copa Mundial de Fútbol, Estados Unidos tiene el mejor resultado de un equipo norteamericano en la historia de la competición, habiendo alcanzado el tercer puesto en Uruguay 1930, aunque cabe recordar que el partido no existía y el lugar se definió a base de puntaje superando a Yugoslavia por una ligera diferencia de goles.
En los Juegos Olímpicos, la selección masculina de México ganó la medalla de oro al derrotar a Brasil en Londres 2012, superando así el resultado que EE. UU. había conseguido en Sídney 2000 al haber estado en 4° lugar tras caer ante Chile en el partido por la medalla de bronce; en cuanto a la selección femenina, EE. UU. obtuvo el oro en cinco de las ocho ediciones olímpicas.

### Hockey sobre hielo
El hockey sobre hielo tiene sus orígenes en Montreal en la década de 1870. Con equipos tanto en Canadá como en los EE. UU., la National Hockey League (NHL) se considera la principal liga de hockey sobre hielo profesional del mundo, mientras en México está la Liga Mexicana Elite de Hockey.

### Tenis
El tenis también es un deporte muy popular en América del Norte. Entre los principales eventos, el Abierto de Estados Unidos, uno de los cuatro torneos del Gran Slam, se celebra anualmente en el USTA Billie Jean King National Tennis Center en la ciudad de Nueva York.

## Juegos Olímpicos
Los deportistas norteamericanos han estado presentes desde los primeros Juegos Olímpicos. En los Juegos Olímpicos de Invierno y Juegos Olímpicos de la Juventud de Invierno, México es el único país sin obtener alguna medalla, en gran parte a la escasa cobertura del país en deportes de invierno.

### Juegos Olímpicos de Verano
En cuanto a la sede: EE. UU. ha sido anfitrión en 1904, 1932, 1984, 1996 y está por serlo en 2028; México ha sido anfitrión en 1968 y Canadá lo fue en 1976.
| Núm. | País           | Oro  | Plata | Bronce | Total |
| ---- | -------------- | ---- | ----- | ------ | ----- |
| 1    | Estados Unidos | 1110 | 885   | 786    | 2781  |
| 2    | Canadá         | 79   | 118   | 156    | 353   |
| 3    | México         | 13   | 27    | 38     | 78    |

### Juegos Olímpicos de la Juventud (Verano)
En cuanto a la sede: EE. UU. ha sido anfitrión en 1932, 1960, 1980, 2002 y está por serlo en 2028; Canadá ha sido anfitrión en 1988 y 2010.
| Núm. | País           | Oro | Plata | Bronce | Total |
| ---- | -------------- | --- | ----- | ------ | ----- |
| 1    | Estados Unidos | 26  | 24    | 29     | 79    |
| 2    | Canadá         | 9   | 8     | 17     | 34    |
| 3    | México         | 5   | 9     | 17     | 29    |

### Juegos Olímpicos de Invierno
| Núm. | País           | Oro | Plata | Bronce | Total |
| ---- | -------------- | --- | ----- | ------ | ----- |
| 1    | Estados Unidos | 113 | 22    | 95     | 330   |
| 2    | Canadá         | 77  | 72    | 76     | 225   |

### Juegos Olímpicos de la Juventud (Invierno)
| Núm. | País           | Oro | Plata | Bronce | Total |
| ---- | -------------- | --- | ----- | ------ | ----- |
| 1    | Estados Unidos | 19  | 23    | 54     | 56    |
| 2    | Canadá         | 9   | 7     | 13     | 29    |

## Juegos Panamericanos
Los Panamericanos tuvieron a un país norteamericano como sede en ocho ocasiones (once si contamos a Puerto Rico, Cuba y la República Dominicana): México en los años 1955, 1975 y 2011; Canadá en los años 1967, 1999 y 2015; y EE. UU. en 1959 y 1987.
| Núm. | País           | Oro  | Plata | Bronce | Total |
| ---- | -------------- | ---- | ----- | ------ | ----- |
| 1    | Estados Unidos | 2190 | 1615  | 1194   | 4999  |
| 2    | Canadá         | 537  | 777   | 917    | 2231  |
| 3    | México         | 310  | 365   | 616    | 1291  |